# Joseph Pfluger
Joseph Pfluger (ur. 17 lutego 1857 w Raab, zm. 10 stycznia 1929 w Wiedniu) – austriacki duchowny katolicki, biskup pomocniczy Wiednia 1911-1929 i tytularny arcybiskup Macra 1927-1929.

## Życiorys
Święcenia kapłańskie otrzymał 24 lipca 1881.
30 listopada 1911 papież Pius X mianował go biskupem pomocniczym Wiednia. 17 grudnia 1911 z rąk kardynała Franza Xaviera Nagla przyjął sakrę biskupią. 19 stycznia 1927 papież Pius XI mianował go arcybiskupem tytularnym Macra. Obie funkcje pełnił aż do swojej śmierci.